# خورخي جاتجينز
خورخي جاتجينز (بالإسبانية: Jorge Gatgens)‏ (23 يوليو 1988 في كوستاريكا - ) هو مدرب كرة قدم ولاعب كرة قدم كوستاريكي في مركز الوسط. شارك مع منتخب كوستاريكا لكرة القدم. أما مع النوادي، فقد لعب مع نادي ألاجولينسي وA.D. Municipal Pérez Zeledón ‏.

## روابط خارجية
- خورخي جاتجينز على موقع قاعدة بيانات كرة القدم.إي يو (الإنجليزية)
- خورخي جاتجينز على موقع ناشيونال فوتبول تيمز (الإنجليزية)
- خورخي جاتجينز على موقع Soccerway.com (الإنجليزية)